# نخلستان گله‌دار
نخلستان گله‌دار، روستایی از توابع بخش گله‌دار شهرستان مهر در استان فارس ایران است.

## جمعیت
این روستا در دهستان فال قرار دارد و براساس سرشماری مرکز آمار ایران در سال ۱۳۸۵، جمعیت آن ۳۳ نفر (۹خانوار) بوده‌است.